# Bronwyn Turei
Bronwyn Turei ist eine neuseeländische Schauspielerin und Sängerin. Bekannt wurde sie durch die Serie Go Girls.

## Leben und Karriere
Turei wurde in Gisborne geboren. Sie besuchte die Gisborne Girls' High School. Danach zog sie in Auckland schloss die Unitec Institute of Technology ab. Turei stammt durch ihren Vater vom Stamm der Ngāti Porou ab. Ihr Debüt gab sie 2005 in der Serie Interrogation. Von 2009 bis 2012 spielte sie in der Fernsehserie Go Girls die Hauptrolle. Später studierte sie an der Shakespeare's Globe Centres. 2006 veröffentlichte sie ihr Album Empty Room. Außerdem bekam sie 2021 in dem Film The Tender Trap eine Nebenrolle.

## Filmografie (Auswahl)
- 2005: Interrogation (Fernsehserie, 1 Episode)
- 2009: The Warning (Kurzfilm)
- 2009–2012: Go Girls (Fernsehserie, 52 Episoden)
- 2015: Brokenwood: Mord in Neuseeland (Fernsehserie, 1 Episode)
- 2016: Auckward Love (Fernsehserie, 3 Episoden)
- 2016: Dirty Laundry (Fernsehserie, 1 Episode)
- 2019: The Bad Seed (Fernsehserie, 1 Episode)
- 2021: The Tender Trap (Film)